# ان‌جی‌سی ۶۸۲۶
ان‌جی‌سی ۶۸۲۶ (انگلیسی: NGC 6826) ) یک سحابی سیاره‌ای است که در صورت فلکی ماکیان قرار دارد.